# هرنینگ
هرنینگ (انگلیسی: Herning) یک شهر در استان میدیولند ( به مفهوم قسمت مرکزی جزیره یولند) کشور دانمارک است.
این شهر ۱٬۳۲۳٫۵ کیلومتر مربع مساحت، در تاریخ 1. ژانویه ۲۰۱۹ جمعیت  ۵۰,۰۳۹ نفر می باشد و ۵۸ متر بالاتر از دریا قرار دارد. از مناطق حومه این شهر میتوان به Tjørring, Snejbjerg, Lind, Birk, Hammerum و Gjellerup نام برد.
هرنینگ یازدهمین منطقه شهری پرجمعیت دانمارک می باشد.

## تاریخچه
هرنینگ در ابتدای سال ۱۷۹۰ در دوره احیای خلنگزار ، به عنوان یک مرکز تجاری که کالا و خدمات را به کشاورزان منطقه ارائه می داد ، تأسیس شد. بعدها صنعت نساجی در شهر و اطراف آن توسعه یافت. این صنعت زمانی فعالیت اصلی اقتصادی هرنینگ بود. امروزه این شهر دارای یک پایگاه صنعتی متنوع تر است. هرنینگ در سال 1913 به یک شهر بازاری تبدیل شد. هرنینگ دو بار عنوان برترین شهر سال دانمارک را دریافت کرده است.

## صنعت
بسیاری از مشاغل کوچک مبلمان و پارچه در هرنینگ و اطراف آن وجود دارد.